# ما تبقى منا (مسلسل)
ذا لاست أوف أس (بالإنجليزية: The Last of Us) هو مسلسل درامي أمريكي لما بعد نهاية العالم، من تأليف كريج مازن ونيل دراكمان لشبكة HBO. المسلسل مقتبس من سلسلة ألعاب الفيديو التي طورتها نوتي دوغ، وتدور أحداثه بعد عشرين عامًا من جائحة سببتها عدوى فطرية واسعة النطاق، والتي تتسبب في تحول مضيفيها إلى مخلوقات تشبه الزومبي، مما يؤدي إلى انهيار المجتمع. الموسم الأول، المقتبس من لعبة ذا لاست أوف أس لعام 2013، يتتبع جويل (بيدرو باسكال)، وهو مهرب مكلف بمرافقة المراهقة المحصنة إيلي (بيلا رامزي) عبر الولايات المتحدة بعد نهاية العالم. الموسم الثاني، المتوقع أن يكون مقتبسًا جزئيًا من الجزء الثاني من ذا لاست أوف أس لعام 2020، تدور أحداثه بعد خمس سنوات، ويقدم آبي (كايتلين ديفر). من بين ضيوف الشرف نيكو باركر بدور سارة ابنة جويل، وميرل داندريدج بدور زعيمة المقاومة مارلين، وآنا تورف بدور تيس شريكة جويل، وغابرييل لونا بدور تومي شقيق جويل، ولامار جونسون وكيفون مونتريال وودارد بدور الأخوين هنري وسام، وميلاني لينسكي وجيفري بيرس بدور زعيمة المقاومة كاثلين ونائبها بيري. ومن المقرر أن يقدم الموسم الثاني إيزابيلا ميرسيد بدور دينا، حبيبة إيلي العاطفية، ويونغ مازينو بدور جيسي حبيب دينا السابق.
تم تصوير الموسم الأول في ألبرتا من يوليو 2021 إلى يونيو 2022، بينما تم تصوير الموسم الثاني في كولومبيا البريطانية من فبراير إلى أغسطس 2024. يُعد هذا المسلسل التلفزيوني من أغلى المسلسلات التلفزيونية، وهو إنتاج مشترك بين سوني بيكتشرز تيليفيجن وبلاي ستيشن برودكشنز ونوتي دوج ومايتي مينت وورد جيمز. دروكمان، الذي كتب وأخرج الألعاب، ساعد مازن في كتابة سيناريو حلقات الموسم الأول التسع، وانضم إليه هالي غروس، التي شاركت في كتابة اللعبة الثانية، وبو شيم في حلقات الموسم الثاني السبع. قام بتأليف الموسيقى التصويرية غوستافو سانتاولالا، مؤلف الألعاب، وديفيد فليمنغ.
عُرض مسلسل "ذا لاست أوف أس" لأول مرة في 15 يناير 2023. وحظي بإشادة النقاد، الذين أشادوا بالأداء والكتابة وتصميم الإنتاج والإخراج والموسيقى التصويرية؛ ووصفه العديد بأنه أفضل اقتباس للعبة فيديو. فاز بالعديد من الجوائز، بما في ذلك ثماني جوائز إيمي برايم تايم من أصل 24 ترشيحًا. عبر القنوات التلفزيونية وHBO Max، شاهد العرض الأول للمسلسل ما يقرب من 40 مليون مشاهد في غضون شهرين؛ وبلغ متوسط عدد مشاهدي المسلسل حوالي 32 مليون مشاهد لكل حلقة بحلول شهر مايو، وأصبح الموسم الأول الأكثر مشاهدة على HBO. من المقرر عرض الموسم الثاني في 13 أبريل 2025، ويجري العمل على موسم ثالث.

## الممثلون و الشخصيات

### الرئيسية
- بيدرو باسكال بدور جويل ميلر، وهو ناجٍ متمرس في منتصف العمر يعاني من صدمة ماضيه. كُلِّف جويل بتهريب فتاة صغيرة، إيلي، من منطقة الحجر الصحي إلى جميع أنحاء الولايات المتحدة. يُصوَّر جويل على أنه أكثر ضعفًا جسديًا في المسلسل مقارنةً باللعبة - فهو يعاني من صعوبة في السمع في إحدى أذنيه وتؤلمه ركبتاه عندما يقف.
- بيلا رامزي بدور إيلي، وهي فتاة مراهقة تُظهر التحدي والغضب ولكن لديها حاجة خاصة للقرابة والانتماء. إنها قوية الإرادة ولكنها مرحة، وترتبط بسهولة بالأطفال، ولديها ولع بالتورية. إنها محصنة ضد عدوى الكورديسيبس وقد تكون المفتاح لإنشاء لقاح. في الموسم الثاني، أصبحت علاقتها مع جويل متوترة.

### الضيوف
- نيكو باركر بدور سارة، ابنة جويل البالغة من العمر 14 عامًا. تهتم سارة بوالدها، وتسخر منه مازحةً بشأن سلوكه وتصرفاته.
- جون هانا بدور الدكتور نيومان، عالم أوبئة يُصدر تحذيرًا بشأن خطر الفطريات خلال برنامج حواري عام 1968.
- ميرل داندريدج بدور مارلين، زعيمة الفايرفلايرز، وهي حركة مقاومة تأمل في الحصول على الحرية من الجيش. تُعيد داندريدج تمثيل دورها من ألعاب الفيديو.
- كريستوفر هيردال بدور الدكتور شوينهايس، عالم أوبئة في البرنامج الحواري عام 1968، والذي يُشكك في تحذير نيومان.
- بريندان فليتشر بدور روبرت، بلطجي وتاجر أسلحة في السوق السوداء في منطقة الحجر الصحي في بوسطن. يخشى روبرت انتقام جويل من أفعاله.
- آنا تورف بدور تيس، الناجية المخضرمة وشريكة جويل. تحظى تيس بالاحترام في منطقة الحجر الصحي في بوسطن، ويرجع ذلك في الغالب إلى خوفها. فهي تحمي إيلي خلال مهمة مرافقتهما.
- غابرييل لونا بدور تومي، الأخ الأصغر لجويل، الذي يتمسك بالمثالية ويأمل في عالم أفضل. تومي، عضو سابق في فرقة فايرفلايز، تخلى عن قضيتهم ويدير مجتمعًا مع زوجته.
- كريستين حكيم بدور راتنا بيرتيوي، أستاذة علم الفطريات التي تنصح الحكومة الإندونيسية بقصف جاكرتا لإبطاء انتشار العدوى، وهو ما تشعر باليأس تجاهه.
- نيك أوفرمان بدور بيل، الناجي الكاره للبشر. جنون بيل وانعدام ثقته بالحكومة جعله مستعدًا للوباء، محميًا في مخبأ تحت الأرض.
- موراي بارتليت بدور فرانك، وهو ناجٍ يعيش في بلدة معزولة مع بيل. فرانك أكثر ودًا وثقة من بيل، ويُكوّن رابطة وثيقة مع تيس وجويل.
- لامار جونسون بدور هنري بوريل، الذي يختبئ من حركة ثورية في مدينة كانساس سيتي. هنري مُتأذٍّ من أفعاله، لكنه في النهاية يفعلها لحماية شقيقه الأصغر سام.
- ميلاني لينسكي بدور كاثلين كوجلان، قائدة حركة ثورية في مدينة كانساس سيتي. كاثلين هادئة اللسان ولطيفة ظاهريًا، لكنها قائدة ذكية وقاسية في كثير من الأحيان.
- كيفون مونتريال وودارد بدور سام، طفل أصم وفنان يبلغ من العمر ثماني سنوات، يختبئ مع شقيقه هنري. شُخّص سام بسرطان الدم في سن مبكرة.
- جيفري بيرس بدور بيري، وهو متمرد ثوري في منطقة حجر صحي وعضو عسكري سابق، وهو الرجل الثاني في قيادة كاثلين. جسّد بيرس شخصية تومي في ألعاب الفيديو.
- جون جيتز بدور إيدلشتاين، طبيب من مدينة كانساس سيتي يحمي هنري وسام من كاثلين والمتمردين.
- روتينا ويسلي بدور ماريا، قائدة مشاركة للناجين في جاكسون وزوجة تومي الحامل. ماريا، التي كانت تعمل سابقًا مساعدة للمدعي العام، هادئة ورحيمة في قراراتها.
- غراهام غرين بدور مارلون، صياد أمريكي أصلي يعيش مع زوجته فلورنس في برية وايومنغ منذ ما قبل الوباء. مارلون بارع ولا يثق بالغرباء.
- إيلين مايلز بدور فلورنس، التي تعيش مع زوجها مارلون. فلورنس هادئة وذات روح دعابة. على عكس مارلون، لم ترغب في العزلة في البرية.
- ستورم ريد بدور رايلي آبل، فتاة يتيمة وصديقة إيلي المقربة في المدرسة العسكرية في بوسطن بعد نهاية العالم. هربت رايلي من المدرسة العسكرية للانضمام إلى الفايرفلايرز، معتبرةً إياها فاشيين.
- سكوت شيبارد بدور ديفيد، واعظ يقود مجتمعًا يعاني. ديفيد هادئ ويتصرف كقائد حنون، لكنه متلاعب ومسيء. يدّعي أنه وجد الله بعد تفشي المرض ويرى الفيروس شكلاً من أشكال العدالة الإلهية.
- تروي بيكر بدور جيمس، مساعد ديفيد. جيمس يفتقر إلى الإيمان بديفيد لكنه يريد أن يُعتبر مساوٍ له، ويشعر بالتهديد عندما تهدد قدرات إيلي باغتصاب منصبه. سبق لبيكر أن جسّد جويل في ألعاب الفيديو.
- آشلي جونسون بدور آنا، والدة إيلي. آنا قتلت مصابة أثناء الولادة. وهي مقربة من مارلين؛ فبعد ولادة إيلي، كلفت مارلين برعاية إيلي بعد إصابتها بالعدوى. سبق لجونسون أن جسدت شخصية إيلي في ألعاب الفيديو.

### الموسم الثاني
- كايتلين ديفر بدور آبي، جندية تسعى للانتقام لحبيبها، مما يُشكك في نظرتها للعالم.
- يونغ مازينو بدور جيسي، عضو مهم في مجتمعه، والذي قد يكون لإيثاره ثمنٌ باهظٌ أحيانًا.
- إيزابيلا ميرسيد بدور دينا، حبيبة إيلي العاطفية وحبيبة جيسي السابقة. إنها شخصيةٌ منفتحةٌ تُكنّ ولاءً لإيلي، وهو ولاءٌ يُشكك فيه وحشية العالم.
- داني راميريز بدور ماني، جنديٌّ وفيّ يخشى خذلان أصدقائه. يُحافظ على روحٍ مرحةٍ رغم ألم ماضيه.
- أرييلا بارير بدور ميل، طبيبة ملتزمة بدورها بينما تكافح حقائق الحرب.
- تاتي غابرييل بدور نورا، طبيبة عسكرية تجد صعوبة في تقبّل سلوكها السابق.
- سبنسر لورد بدور أوين، شخص لطيف تُجبره قوته البدنية على محاربة أعداء لا يكرههم.
- كاثرين أوهارا بدور جايل، معالجة جويل وزوجة يوجين. إنها ساخرة، لا تنخدع بتصرفات جويل.
- جيفري رايت بدور إسحاق ديكسون، قائد ميليشيا يواجه حربًا مستمرة في سعيه نحو الحرية. يُعيد رايت تمثيل دوره من لعبة الفيديو.
- جو بانتوليانو بدور يوجين، زوج جايل. لا تظهر الشخصية إلا في صورة فوتوغرافية في اللعبة.
- آلانا أوباش بدور هانراهان، شخصية أصلية.
- بن أهليرز بدور بيرتون، شخصية أصلية.
- هيتيان بارك بدور إليز بارك، شخصية أصلية.
- روبرت جون بيرك بدور سيث، الذي يدير حانة في جاكسون.
- نوح لامانا بدور كات، حبيبة إيلي السابقة.

## الحلقات
| الموسم | الحلقات | الحلقات | الأصلي        | الأصلي       |
| الموسم | الحلقات | الحلقات | الأول         | الأخير       |
| ------ | ------- | ------- | ------------- | ------------ |
| 1      | 9       | 9       | 15 يناير 2023 | 12 مارس 2023 |
| 2      | 7       | 7       | 13 أبريل 2025 | 25 مايو 2025 |

### الموسم الأول
| ر. الإجمالي | العنوان                    | المخرج          | الكاتب                  | تاريخ العرض الأصلي |
| --- | -------------------------- | --------------- | ----------------------- | ------------------ |
| 1 | «"عندما تضيع في الظلام"»   | كريغ مازن       | كريغ مازن و نيل دراكمان | 15 يناير 2023      |
| في عام 2003، تسببت عدوى فطرية جماعية من فطر كورديسيبس المتحور في جائحة عالمية وانهيار المجتمع. هرب جويل مع ابنته سارة وشقيقه تومي من منزلهم في تكساس؛ قُتلت سارة على يد جندي. بعد عشرين عامًا، يعيش جويل في منطقة حجر صحي (QZ) في بوسطن تديرها الوكالة الفيدرالية للاستجابة للكوارث (FEDRA)، ويعمل كمهرب مع شريكته تيس. عندما فشل تومي في الاتصال بهم من وايومنغ، دفعوا لتاجر محلي، روبرت، مقابل بطارية سيارة لكنه احتال عليهم وباعها إلى الفايرفلايرز، وهي جماعة متمردة تعارض فيدرا. في محاولة لاستعادتها، التقى جويل وتيس بمارلين، زعيمة الفايرفلايرز، التي توسلت إليهم أن يأخذوا مراهقة تدعى إيلي إلى مجلس نواب ولاية ماساتشوستس مقابل شاحنة عاملة. أثناء التسلل خارج منطقة الحجر الصحي، صادف الثلاثة جنديًا في الخارج. فحصهم بحثًا عن العدوى وكشف أن إيلي إيجابية. يقوم جويل بقتل الجندي وتزعم إيلي أنها محصنة ضد العدوى.                                                                                     |                            |                 |                         |                    |
| 2 | «مصاب بالعدوى»             | نيل دراكمان     | كريغ مازن               | 22 يناير 2023      |
| قبل يومين من تفشي المرض عالميًا، في جاكرتا، إندونيسيا، عرض مسؤولون حكوميون جثة مصابة على عالةم فطريات، فأخبرتهم بأنه لا يوجد علاج أو لقاح، ونصحت بقصف المدينة بأكملها لمنع تفشي المرض. في الوقت الحاضر، أوضحت إيلي لجويل وتيس أنها تُنقل غربًا على أمل استخدامها لإيجاد علاج. بعد أن اكتشفوا أن الطريق إلى قصر الرئاسة يعج بالمصابين، شقوا طريقهم عبر متحف تاريخي، حيث هاجمهم مصابون عميان يُعرفون باسم "الكليكرز"، وعضّوا إيلي. وصلوا إلى قصر الرئاسة، لكنهم وجدوا الفايرفلايرز ميتين. كشفت تيس أنها تعرضت للعض، بينما بدأت لدغة إيلي بالشفاء، مما أثبت مناعتها. أطلق جويل النار على أحد المصابين، مما نبه السرب إلى موقعهم. أقنعته تيس بالهرب وأخذ إيلي إلى حلفائهم في لينكولن، ماساتشوستس، بينما بقيت هي، ففجرت المبنى وقتلت نفسها مع الحشد. |                            |                 |                         |                    |
| 3 | «"وقت طويل جدًا"»           | بيتر هور        | كريغ مازن               | 29 يناير 2023      |
| يبدأ جويل وإيلي رحلة التنزه لمقابلة بيل وفرانك. ترى إيلي دليلاً على إعدام الحكومة للأبرياء خلال الأيام الأولى للوباء. في عام 2007، يغادر فرانك بالتيمور ويتعثر في مجمع بيل، وهو ناجٍ مصاب بجنون العظمة يأخذه على مضض. يبدأ الرجلان قصة حب، ويتشاركون حب الموسيقى والطعام. بعد سنوات، يتصل فرانك بتيس عبر الراديو وتدخل المجموعتان في صداقة هشة. في الوقت الحاضر، فرانك مريض بمرض عضال ويطلب من بيل مساعدته على الانتحار بعد زواجهما. بيل، الذي لا يريد العيش بدون فرانك، يقتل نفسه أيضًا. عندما يصل جويل وإيلي، يكتشفان رسالة تركها بيل لجويل. كتب بيل أن حماية فرانك أعطت حياته معنى وأنه ورث جميع إمداداته لجويل وتيس. دون علم جويل، تأخذ إيلي مسدس فرانك. يأخذون شاحنة بيل وينطلقون للعثور على تومي. |                            |                 |                         |                    |
| 4 | «أمسك بيدي من فضلك»        | جيريمي ويب      | كريغ مازن               | 5 فبراير 2023      |
| أثناء سفرهما عبر ولاية ميسوري، اضطر جويل وإيلي إلى اتخاذ طريق جانبي عبر مدينة كانساس سيتي، حيث تعرضا لكمين. قتل جويل اثنين من قطاع الطرق، لكن ثالثًا تغلب عليه وكاد أن يخنقه حتى الموت قبل أن تنقذه إيلي بإطلاق النار على الرجل بمسدس فرانك. عثر المزيد من قطاع الطرق على الجثث؛ اعتقدت زعيمتهم، كاثلين، أن جويل وإيلي قد يكونان على اتصال برجل يُدعى هنري وأمرت بمطاردته. نصح جويل إيلي بشأن كيفية إطلاق النار وأعاد لها المسدس. ظن بيري، نائب كاثلين، أنه وجد مخبأ هنري، لكن شيئًا ما ينمو تحت المبنى. أمرت كاثلين بإبقاء الأمر سرًا حتى يعثروا على هنري. نام جويل وإيلي في شقة شاهقة طوال الليل، على أمل أن يتمكنوا من استكشاف طريق للخروج من المدينة في وضح النهار. استيقظا ليجدا هنري وشقيقه الأصغر سام يوجهان إليهما السلاح. |                            |                 |                         |                    |
| 5 | «صمود ونجاة»               | جيريمي ويب      | كريغ مازن               | 12 فبراير 2023     |
| عقد هنري وسام هدنة مؤقتة مع جويل وإيلي. أراد جويل الانفصال، لكن هنري اقترح عليهما الهروب من المدينة معًا عبر أنفاق تحت الأرض لا يعرفها إلا هنري؛ فوافق جويل بتردد. اعترف هنري لجويل بمسؤوليته عن وفاة شقيق كاثلين، حيث سلمه إلى فيدرا مقابل دواء لسرطان الدم الذي يعاني منه سام. سرعان ما أصبح إيلي وسام صديقين. بعد هروبهما عبر الأنفاق، هاجم قناص المجموعة من نافذة في الطابق العلوي. تسلل جويل وقتله، لكنه اكتشف أنه كان يُرسل رسالة لاسلكية إلى كاثلين، التي وصلت برفقة ميليشياتها. قبل أن تتمكن كاثلين من قتل هنري، خرجت مجموعة من المصابين من تحت الأرض، من بينهم مصاب كبير يقطع رأس بيري وطفل ينهش كاثلين. بعد هروب المجموعة إلى فندق، أرى سام ايلي أنه عضّ في ساقه. في صباح اليوم التالي، أصيب سام بالعدوى وهاجم إيلي؛ قتله هنري قبل أن ينتحر. يقوم جويل وإيلي بدفنهما ثم ينطلقان سيرًا على الأقدام نحو الغرب.                                                                                            |                            |                 |                         |                    |
| 6 | «أقارب»                    | ياسميلا زبانيتش | كريغ مازن               | 17 فبراير 2023     |
| بعد ثلاثة أشهر من وفاة هنري وسام، يصل جويل وإيلي إلى مجتمع صغير مزدهر في جاكسون، وايومنغ، حيث يلتقي جويل بتومي، وزوجته ماريا الحامل. تكتشف إيلي مصير سارة من ماريا. يبوح جويل لتومي بأمر مناعة إيلي وتدهور حالته العقلية. يطلب جويل من تومي أن يأخذ إيلي إلى اليراعات، لأنه يخشى ألا يتمكن من حمايتها. تسمع إيلي حديثهما وتواجه جويل، الذي يصر على أنهما سينفصلان. يغير جويل رأيه بعد أن تذكر سارة، ويسافر هو وإيلي إلى كولورادو على ظهور الخيل. يجدان أن الفايرفلايرز قد أخلت قاعدتها، وربما تنتقل إلى مستشفى في يوتا. يحاول جويل وإيلي الهروب من مجموعة من الغزاة. عندما يهاجم أحدهم جويل، يقتله جويل لكنه يُطعن أثناء الصراع. يهرب جويل وإيلي من الآخرين، لكن جويل سرعان ما ينهار ويسقط من على حصانهما، تاركًا إيلي في حيرة من أمرها. |                            |                 |                         |                    |
| 7 | «تركوا وراءهم»             | ليزا جونسون     | كريغ مازن               | 24 فبراير 2023     |
| إيلي وجويل المصاب يلجآن إلى منزل مهجور. وبينما يقترب جويل من الموت، يحثّ إيلي على تركه. في لمحة خاطفة، تتذكر إيلي وقتها في مدرسة فيدرا العسكرية، التي التحقت بها مع صديقتها المقربة رايلي. وبينما تُسبب إيلي المشاكل وتتشاجر مع زملائها، تهرب رايلي وهي مفقودة منذ ثلاثة أسابيع. تتسلل رايلي إلى غرفتهما في السكن الجامعي وتكشف لإيلي أنها انضمت إلى الفايرفلايرز. تأخذ إيلي إلى مركز تجاري مهجور، حيث تستكشفان كشك تصوير وصالة ألعاب ولعبة الخيول. تخبر رايلي إيلي أن الفايرفلايرز قد كلّفتها بمنصب في أتلانتا، وأن هذه هي ليلتها الأخيرة في بوسطن. تشعر إيلي بالضيق، لكنها تقنع رايلي بالبقاء، ويتبادلان القبلات. يهاجمهما مصاب بالعدوى وتقتله إيلي، لكنهما يتعرضان للعض أثناء الصراع. يقرران باكيتين البقاء معًا وانتظار الإصابة. في الوقت الحاضر، تجد إيلي إبرة خياطة وتخيط جرح جويل. |                            |                 |                         |                    |
| 8 | «عندما نكون في أمس الحاجة» | علي عباسي       | كريغ مازن               | 5 مارس 2023        |
| تترك إيلي جويل، الذي لا يزال يتعافى، للبحث عن الطعام. بعد إطلاق النار على غزال، تتبع الحيوان الجريح وتلتقي بالواعظ ديفيد وزميله الصياد جيمس. تقايض غزالها بالبنسلين. يكشف ديفيد أن الرجل الذي طعن جويل كان عضوًا في مجموعته؛ تغادر إيلي لعلاج جويل. في اليوم التالي، تكتشف أن ديفيد ورجاله قد تبعوها للانتقام من جويل. تهرب لجذبهم بعيدًا لكنه يُقبض عليها. في معسكر ديفيد، يكشف أنه كان يُطعم مجموعته لحمًا بشريًا. في هذه الأثناء، يستيقظ جويل ويعذب بعض رجال ديفيد لإخباره بمكان إيلي. يحاول ديفيد وجيمس قتل إيلي لكنها تقتل جيمس وتهرب؛ يطاردها ديفيد ويحاول اغتصابها، لكنها تقتله بساطور لحم بجنون. يجد جويل إيلي مصدومة خارج المركز المجتمعي المحترق للطائفة ويواسيها. |                            |                 |                         |                    |
| 9 | «تمسك بالأمل»              | علي عباسي       | كريغ مازن ونيل دراكمان  | 12 مارس 2023       |
| في مشهدٍ من الماضي، تُعضّ والدة إيلي، آنا، من قِبَل مُصابة أثناء ولادتها لإيلي. عثرت عليها مارلين، التي أخذت إيلي بتردد وقتلت آنا بناءً على طلب الأخيرة. في الوقت الحاضر، أخبر جويل إيلي بمحاولته الانتحار بعد وفاة سارة. أسر جنود الفايرفلايرز إيلي وأفقدوا جويل وعيه. بعد أن استيقظ جويل في المستشفى، أوضحت مارلين أن الأطباء يُعِدّون إيلي لعملية جراحية على أمل تطوير علاج، واحتج جويل عندما أدرك أن العملية ستقتلها. أمرت مارلين بأخذ جويل بعيدًا. هرب وقتل العديد من جنود الفايرفلايرز، بمن فيهم أولئك الذين استسلموا، وقتل جراح إيلي لمقاومته. حمل جويل إيلي فاقدة الوعي من المستشفى. اعترضتهم مارلين، قائلةً إنه لا يزال هناك وقت لإيجاد علاج، لكن جويل أطلق النار عليها وقتلها. عندما استيقظت إيلي، كذب جويل وأخبرها أن الفايرفلايرز قد فشلت بالفعل في تطوير علاج من أشخاص آخرين من ذوي المناعة. أثناء توجههما إلى جاكسون، أصرت إيلي على أن يُقسم جويل أن قصته عن الفايرفلايرز حقيقية. وعندما فعل، أجابت: "حسنًا". |                            |                 |                         |                    |

### الموسم الثاني
| ر. الإجمالي | العنوان         | المخرج            | الكاتب                            | تاريخ العرض الأصلي |
| --- | --------------- | ----------------- | --------------------------------- | ------------------ |
| 1 | «أيام المستقبل» | كريغ مازن         | كريغ مازن                         | 13 أبريل 2025      |
| بعد خمس سنوات من أحداث الموسم الأول، يعيش جويل وإيلي في جاكسون، وايومنغ، لكن علاقتهما أصبحت متوترة. تعترف غايل، معالجة جويل النفسية، باستيائها منه لقتله زوجها يوجين، بينما يعبر جويل عن حزنه على إيلي ويعترف بأنه أنقذها، على الرغم من أنه يتجاهل جرائم قتله للفايرفلايرز في المستشفى. في دورية، تعثر إيلي ودينا على عش مصاب في سوبر ماركت، وتقتل إيلي نوعًا جديدًا من المصابين يطاردها بصمت. تتبادل إيلي ودينا القبلات في حفلة، مما دفع صاحب البار سيث إلى إطلاق شتائم معادية للمثليين؛ بعد أن يهاجمه جويل، تخبر إيلي الغاضبة جويل أنها لا تحتاج إلى مساعدته، فيغادر. يبدأ الفطر المصاب في دخول جاكسون من خلال أنبوب مكسور بينما تراقب آبي وأصدقاؤها - الذين أقسموا جميعًا على قتل جويل لمذبحة المستشفى - المدينة من بعيد. |                 |                   |                                   |                    |
| 2 | «عبر الوادي»    | مارك ميلود        | كريغ مازن                         | 20 أبريل 2025      |
| بعد اللجوء إلى قصر بالقرب من جاكسون، تظل آبي ثابتة في مهمتها لقتل جويل بينما يفكر أصدقاؤها، القلقون بشأن أمن المدينة، في التراجع. أثناء استطلاع جاكسون، توقظ آبي عن طريق الخطأ حشدًا كبيرًا من المصابين المختبئين تحت الثلج. تهرب وينقذها جويل. يشق الحشد طريقه إلى جاكسون، مما يؤدي إلى معركة تعاني فيها المدينة من أضرار جسيمة وخسائر بشرية. تحضر آبي جويل ودينا إلى القصر، حيث تُفقد دينا وعيها وتكشف آبي عن نفسها بأنها ابنة طبيب الفايرفلايرز الذي قتله جويل في مدينة سولت ليك. تطلق النار على جويل وتضربه بوحشية. تدخل إيلي، التي كانت تبحث عن جويل ودينا، القصر وتشاهد عاجزة بينما تقتل آبي جويل. تعد إيلي بقتل آبي، وتغادر مجموعة آبي. بينما تبدأ مدينة جاكسون في التعافي من المعركة، تعود إيلي ودينا وجيسي إلى المنزل بجثة جويل. |                 |                   |                                   |                    |
| 3 | «المسار»        | بيتر هور          | كريغ مازن                         | 27 أبريل 2025      |
| بعد ثلاثة أشهر، أخبرت دينا إيلي أن المجموعة التي قتلت جويل - أعضاء جبهة تحرير واشنطن (WLF) - متمركزة في سياتل. في اجتماع مجلس المدينة، عارض العديد من سكان المدينة إرسال مجموعة إلى سياتل لتعقبهم؛ قرأت إيلي رسالة تقنع سكان المدينة بإرسال المجموعة من اجل العدالة، وليس الانتقام، لكن مجلس المدينة رفض الاقتراح. بينما تجمع إيلي الأسلحة للمغادرة إلى سياتل وحدها، أخبرتها دينا أنها ستنضم، حيث أحضرت الإمدادات المناسبة وخططت لمسار السفر. ساعدهم سيث، الذي دعم إيلي بصوت عالٍ خلال مجلس المدينة، وعلى مغادرة جاكسون. في صباح اليوم التالي، تركت إيلي حبوب البن على قبر جويل. لاحقًا، قابلت هي ودينا مجموعة من "السيرافيت" القتلى، بما في ذلك طفلة صغيرة، مما تسبب في تقيؤ دينا. وصلوا إلى سياتل ولاحظوا عدم وجود أعضاء جبهة تحرير واشنطن (WLF). في هذه الأثناء، سار موكب من عشرات الجنود في شوارع سياتل مع العديد من المركبات المدرعة. |                 |                   |                                   |                    |
| 4 | «اليوم الأول»   | كايت هيرون        | كريغ مازن                         | 4 مايو 2025        |
| في عام 2018، قتل إسحاق ديكسون فرقة وكالة الاستجابة للكوارث الفيدرالية (FEDRA) الخاصة به وغير ولاءه إلى جبهة تحرير واشنطن. بعد أحد عشر عامًا، استجوب إسحاق، زعيم جبهة تحرير واشنطن الآن، وقتل لاحقًا أحد أفراد "السيرافيت" الذي رفض مشاركة موقع مجموعته. في اليوم الأول لإيلي ودينا في سياتل يقع الإثنان في الصراعات بين وكالة الاستجابة للكوارث الفيدرالية وجبهة تحرير واشنطن. يختبئون في متجر موسيقى حيث تغني إيلي لدينا. في الليل، يجدون العديد من جنود جبهة تحرير واشنطن الذين قُتلوا بوحشية على يد السيرافيت، ويتجنبون فرقة احتياطية من جبهة تحرير واشنطن قادمة. يهرب الاثنان من الجبهة والمصابين في مترو الأنفاق، لكن إيلي تعرضت للعض أثناء إنقاذ دينا. بينما يختبئون في مسرح مهجور، تستعد دينا المفجوعة لإطلاق النار على إيلي، والتي توضح الاخيرة أنها محصنة. تعترف دينا لإيلي بأنها حامل، ويمارسان الجنس. في صباح اليوم التالي، يسمعون صوت أخد أفراد جبهة تحيرير واشنطن صديقة آبي نورا، وهم يتسللون إلى مستشفى ليكهيل، وتخبر دينا إيلي أنها لا تزال تريد الذهاب معها. |                 |                   |                                   |                    |
| 5 | «أشعر بحبها»    | ستيفن ويليامز     | كريغ مازن                         | 11 مايو 2025       |
| في طريقهم إلى المستشفى، تعرضت إيلي ودينا لكمين من قبل الملاحقين (المصابون الأذكياء). أنقذهم جيسي، الذي وصل إلى سياتل مع تومي للبحث عن الاثنين. بعد مطاردتهم من قبل جبهة تحرير واشنطن، دخل الثلاثة إلى حديقة محلية وشهدوا قيام مجموعة السيرافيت بإخراج أحشاء جندي من جبهة تحرير واشنطن. أطلق السيرافيت سهمًا على ساق دينا، فأخرجها جيسي من الحديقة بينما صرفت إيلي انتباههم م واصلت طريقها إلى المستشفى بمفردها. طاردت نورا إلى قسم معزول في المستشفى، حيث اكتشفت أن فطر الكورديسيبس محمول جوًا ويمر عبر الجراثيم. حاصرت إيلي نورا، المصابة الآن بالجراثيم، أدركت نورا أن إيلي هي الفتاة المحصنة التي قتل جويل الفايرفلايرز في المستشفى من أجلها. كشفت إيلي أنها تعرف بالفعل ما فعله جويل لإنقاذها، وعذبت نورا بوحشية باستخدام أنبوب للعثور على مكان آبي. |                 |                   |                                   |                    |
| 6 | «الثمن»         | نيل دراكمان       | نيل دروكمان وهالي جروس وكريغ مازن | 18 مايو 2025       |
| سلسلة من لقطات الماضي تفصّل التفاعلات بين جويل وإيلي في عيد ميلادها كل عام. في عيد ميلادها الخامس عشر، أهداها غيتارًا منزلي الصنع؛ وفي عيد ميلادها السادس عشر، اصطحبها إلى متحف مهجور منذ زمن طويل، حيث أصبحت مفتونة بمعروضات استكشاف الفضاء؛ وفي عيد ميلادها السابع عشر، قاطع بغضب لحظة حميمية بين إيلي وفتاة أخرى، مما تسبب في توتر؛ وفي عيد ميلادها التاسع عشر، اصطحبها في أول دورية لها حيث التقيا بزوج غايل، يوجين، الذي تعرض للعض، أقنعت إيلي جويل على ما يبدو بإعادته إلى المدينة ليودع غايل، لكن جويل اقتاده بعيدًا وأعدمه. عندما عادا إلى المدينة، كذب جويل على غايل بأن يوجين اختار الانتحار بدلاً من تعريضها للخطر، شعرت إيلي بالخيانة، وكشفت الحقيقة لغايل. بعد تسعة أشهر، بعد الرقص، واجهت إيلي جويل بشأن أفعاله في المستشفى حيث اعترف بكل شيء، لكنه أقر بأنه لا يندم على قراراته. في الوقت الحاضر، تعود إيلي إلى المسرح. |                 |                   |                                   |                    |
| 7 | «اللقاء»        | نينا لوبيز كورادو | نيل دروكمان وهالي جروس وكريغ مازن | 25 مايو 2025       |
| تتجمع إيلي مع دينا وجيسي، وقد صدمتها وحشيتها ضد نورا. تكشف لدينا ما فعله جويل في المستشفى، مما دفع دينا إلى اقتراح عودتهما إلى المنزل. تعترض إيلي وجيسي مكالمة لاسلكية من جبهة تحرير واشنطن حول قناص، يعتقدان أنه تومي؛ يلاحق جيسي مصدر الطلقات النارية، بينما تستولي إيلي على قارب بخاري للسفر إلى حوض أسماك قريب، حيث تعتقد أن آبي موجودة بناءً على معلومات من نورا. بعد أن نجت بصعوبة من مواجهة مع مجموعة من السيرافيت، تدخل إيلي الحوض وتجد ميل -وهي حامل- وأوين. تحتجزهم تحت تهديد السلاح وتطلب مزيدًا من المعلومات حول مكان آبي. تطلق النار على أوين وتقتله عندما يمسك بمسدس، وتصيب الرصاصة ميل بجروح قاتلة، فتتوسل إلى إيلي أن تلد لها طفلها، ولكن دون جدوى. يصل جيسي وتومي لإنقاذ إيلي، ويعودان إلى المسرح. نصبت لهم آبي كمينًا، فقتلت جيسي، وهددت إيلي ودينا وتومي بالسلاح. قبل يومين، أيقظ ماني آبي وأخبرها أن إسحاق يريد رؤيتها. |                 |                   |                                   |                    |

## الاستقبال
حققت الحلقة الأولى 4.7 مليون مشاهدة (على HBO + HBO Max) في ليلة العرض الأول -خيث تعتبر ثاني أكبر اول عرض لـ HBO منذ عام 2022 (بعد مسلسل آل التنين). بلغ متوسط عدد المشاهدين لكل حلقة أكثر من 30 مليون مشاهدة عبر جميع المنصات (الولايات المتحدة والعالم) وأصبح المسلسل الأكثر مشاهدة على HBO عالميًا بعد صراع العروش وآل التنين.

## وصلات خارجية
- مقالات تستعمل روابط فنية بلا صلة مع ويكي بيانات